# There But For the Grace of God (Stargate SG-1)
There But For the Grace of God (Vivos con la gracia de Dios en Latinoamérica, Mundos Paralelos en España) es el vigésimo  episodio de la primera temporada de la serie de televisión de ciencia ficción Stargate SG-1.

## Trama
Mientras el SG-1 explora un complejo abandonado en P3R-233, O'Neill encuentra una especie de tenebrosa máscara. Teal'c también la ve, y le dice a O'Neill que es una advertencia Goa'uld para indicar que la superficie del planeta esta totalmente contaminada. El Coronel ordena entonces volver, pero en ese momento Daniel halla una sala con artefactos de varios mundos, entre ellos, algo parecido a un espejo (hecho quizás de Naquadah). Cuando él toca el espejo, una extraña sensación recorre su cuerpo. Vuelve entonces con el resto del equipo, pero ya no están. Supone que se fueron sin él, así que marca la dirección de la Tierra, y cruza el Portal.
Al volver, Daniel descubre un SGC absolutamente diferente. Los soldados lo arrestan, y cuando intenta preguntarle qué pasa al general Hammond, este lo corrige diciendo que es el coronel Hammond. Ya en una celda, Catherine Langford lo visita y exige saber cómo adquirió el código del SG-1 para abrir el Iris. Daniel, sorprendido, no entiende de qué habla e insiste en que él es un miembro del SG-1.
La Dra. Langford le explica que fue ella quién descubrió como activar la Puerta a las Estrellas, y que Daniel rechazo participar en el proyecto. Daniel vuelve a insistir en que eso no puede ser, y le dice a Catherine que se supone que ella está retirada y ahora vive feliz con Ernest Littlefield. Cuando Daniel le menciona esto, ella decide llevarlo ante el general Neill, que dirige las actividades del SGA (Asociación Stargate). Primeramente el general no cree lo que dice Daniel, pero cuando este menciona lo que le sucedió con su hijo, empieza a tomarlo más seriamente.
En ese momento, llega Carter, pero vestida diferente y con el cabello largo. Resulta que ella es la Dra. Samantha Carter, astrofísica civil que participa en el SGA. Ella informa que “perdimos Washington y Filadelfia”. Jackson entonces pregunta que quiso decir con “perdimos”. O'Neill les ordena mostrarle un mapa, el cual tiene varios puntos rojos marcados. Ellos le dicen que cada uno representa una ciudad destruida: Los Goa'uld están atacando la Tierra, y cerca de 1,5 mil millones ya han muerto. Daniel queda en completo shock, e intenta hallar una explicación para lo que está viviendo, ya que ese no puede ser su mundo. Junto con Carter y Catherine, deducen que el espejo que toco en P3R-233 lo debió haber enviado a una realidad alterna. En tanto, O'Neill envía una bomba atómica a Chulak, a pesar de la oposición de Daniel. En esos instantes, el avión presidencial se aproxima a la base para evacuar al Presidente y a varias personas de la lista Éxodo, al sito beta. A Daniel le explican que están enviando gente importante de varias disciplinas a una colonia en otro mundo, en caso de que la Tierra caiga. Sin embargo, antes de que el avión llegue, naves Goa'uld lo interceptan y destruyen. Pronto, una nave pirámide Goa'uld aterriza sobre el Complejo de la Montaña Cheyenne. En tanto, los Goa'uld activan el Stargate. De esa manera los miembros del SGA no pueden llamar afuera y escapar. Luego mientras los Jaffa se preparan para entrar en la base, Daniel escucha una grabación de audio recibida por el SGA hace un tiempo, posiblemente proveniente del sector de P3R-233. Daniel logra descifrar parte del mensaje, el cual parece estar en una variante de egipcio antiguo. Dice “Cuidado con los destructores. Vienen de…” De ahí se escuchan varios sonidos, Carter dice que están divididos en grupos. 3, 32, 16, 8, 10 y 12. Daniel descubre que son una dirección del Portal. Los que enviaron el mensaje asignaron un valor a cada símbolo del Stargate, comenzando con el punto de origen. Observando la cinta que grabó Daniel en P3R-233, encuentran el símbolo de origen que les permite descifrar la dirección del lugar de donde “vienen los destructores”. El general O'Neill ordena que una vez que el Stargate se desactive después de cumplir 38 minutos abierto, se marque la dirección de este mundo Goa'uld para enviar una bomba nuclear, con la esperanza de devolver del ataque. Sin embargo, Daniel les pide que mejor lo envíen a él de regreso a P3R-233. Él les explica que la invasión Goa'uld podría también suceder en su universo, y que con la información de la dirección del posible lugar de origen del ataque, él puede prevenir que ocurra, pero solo si ellos le ayudan. Es así como, a pesar de sus deseos de salvar su mundo, los miembros del SGA deciden darle a Daniel el tiempo suficiente para escapar. Antes de que O'Neill enfrente a Teal'c con la información presentada por Daniel sobre su universo, Samantha lo abraza con mucho cariño. Catherine entonces le dice a Daniel, confundido, "Supongo que en su realidad ellos no iban a casarse".
En tanto, la autodestrucción de la base es activada. Los Jaffa siguen avanzando, acabando con cada miembro del proyecto Stargate en esta realidad. Finalmente, el Portal se cierra y la Dra. Langford marca a P3R-233. Justo cuando la Puerta se activa, Teal'c alcanza la sala del Portal donde esta Daniel. Teal'c le dispara, pero Daniel logra cruzar a tiempo y el disparo solo le hiere el hombro. Ya los Jaffa han acabado con todo el personal de la base, pero no logran detener la autodestrucción y la montaña explota.
Daniel, mientras tanto, va directo a donde el espejo y vuelve a tocarlo. Es entonces transportado a su realidad, donde cae a causa del dolor de su herida. Pronto, el SG-1 lo encuentra, y dicen que llevan mucho tiempo buscándolo. Se preparan para llevarlo a la Tierra cuando Daniel reacciona y le dice fuertemente que “ya vienen”.

## Artistas invitados
- Michael Kopsa como el presentador de noticias.
- Elizabeth Hoffman como Catherine Langford.
- Gary Jones como Walter Harriman.